# Hawkgirl
Hawkgirl là một nữ siêu anh hùng của hãng truyện tranh Mỹ DC Comics. Nhân vật này được biết đến với tên gọi Shiera Sanders Hall hay Shayera Hol và Kendra Saunders. Nữ siêu anh hùng này được tạo ra bởi Gardner Fox và họa sĩ Dennis Neville. Nhân vật này xuất hiện lần đầu trong một truyện tranh của DC Comics năm 1940.

## Tiểu sử
Cô tên thật là Shiera Sanders, là sự đầu thai của công chúa Ai Cập Chay-Ara và người diều hâu (Hawkman) Carter Hall. Nhiều thế kỷ trước, công chúa Chay-Ara và người tình, hoàng tử Khufu bị giết chết bởi Hath-Set bằng một con dao làm từ một chất ngoài vũ trụ gọi là kim loại Nth. Tính chất của kim loại Nth và sức mạnh của tình yêu mà Chay-Ara và Khufu dành cho nhau đã tạo ra sự liên kết giữa họ vì thế làm cho họ hồi sinh nhiều lần trong hàng thế kỷ. Ở thế kỷ 20, Chay-Ara được đầu thai dưới tên là Shiera Sanders, cô bị bắt cóc bởi tiến sĩ Anton Hastor (đầu thai của Hath-Set) và sau đó được giải cứu bởi Carter Hall (đầu thai của Khufu). Sau đó, họ trở thành chiến hữu và người yêu của nhau. Vì thế sau đó, Shiera được Carter Hall trao cho chiếc thắt lưng làm từ kim loại Nth và đồng phục của chính cô.

## Khả năng
Hawkgirl sở hữu chiếc thắt lưng từ kim loại Nth từ hành tinh Thanagar. Chiếc thắt lưng cho cô khả năng bay lượn, sức mạnh siêu nhiên, khả năng nhìn xa và tự hồi phục năng lượng. Ngoài ra, cô còn sở hữu khả năng chiến đấu tự nhiên và độ thuần thục với nhiều loại vũ khí đặc biệt là giáo và chùy.